# Lízin krejcar
Lízin krejcar (ve francouzském originále Le Sou de Lise ) je opereta o jednom dějství francouzské skladatelky Maria-Félicie-Clémence de Reiset, vikomtesy de Grandval (1828–1907), píšící pod pseudonymem Caroline Blangy. Libreto k ní napsali dramatici Ernest-Antoine-Edmond-Édouard Déaddé, zvaný Déaddé Saint-Yves (1808–1871), a Pierre Zaccone (1818–1895). Premiéra operety se konala 7. května 1860 v pařížském divadle Théâtre des Bouffes-Parisiens.

## Vznik, historie a charakteristika
Clémence de Grandval proslula v salonech jako zpěvačka a pianistka; koncem 50. letech 19. století se začala věnovat kompozici náročnějších skladeb a jedním z prvních výsledků byla opereta napsaná pro divadlo Bouffes-Parisiens, řízené v té době ještě svým zakladatelem Jacquesem Offenbachem. Ten v divadle dával určitý prostor začínajícím skladatelům, ba i skladatelkám (před vikomtesou de Grandval se zde prosadila Pauline Thysová s operetou Turecké jablíčko a Clara Collinetová s operetou Křeslo mého strýce).
Déaddého a Zacconeho libreto je jednoduchý, nepříliš originální příběh z venkovského života, spíše sentimentální než komický – na rozdíl od většiny repertoáru Bouffes-Parisiens, zejména toho nejoblíbenějšího. Partitura je velmi jednoduchá, ze čtyř postav jen dvě zpívají, takže obsahuje vedle předehry jen sólové písně a dueta. Lízin krejcar byl prvně uveden jako úvodní představení před Offenbachovým Orfeem v podsvětí. Clémence de Grandval podepsala dílo pseudonymem Caroline Blangy, ale její totožnost nebyla neznámá a část tisku ji bez váhání předem odhalovala. Reakce publika byla příznivá, ale nikoli nadšená; případný úspěch byl přičítám  představitelce Lízy Pierrette Chabertové. Na repertoáru divadla se Lízin krejcar dlouho neudržel.
Rovněž kritika byla spíše blahovolná „Bylo by ostatně trapné neusmívat se u operet, které Offenbach přijal a obecenstvo jim aplaudovalo,“ psal například Charles Coligny v L'Abeille impériale. Jules Lovy v hudebním magazínu Le Ménéstrel po popisu děje psal: „Na toto lehké plátno nanesla paní Caroline Blangyová velmi pěknou hudební vrstvu. Je jemná a lehká jako vyšívaný mušelín. ... (všichni vědí, kdo je skutečný autor) Paní vikomtesa si chtěla vyzkoušet operetu – dětská hra pro tuto múzu z vysoké společnosti – dala se do práce, a hle! múza sklízí úspěch – a potlesk pro autora, jako prostá smrtelnice.“ Publiku se prý líbil bakchický (pijácký) kuplet a závěrečný duet. Podle Alberta de Lasalle v Le Monde illustré je Lízin krejcar „venkovská historka, která příliš závisí na Jeannettině svatbě a která nedostatek originality nevykupuje veselostí. Hudba je sama o sobě elegantní, i když trochu sentimentální pro scénu, na které se hraje Ba-ta-clan. Nejlepší kousek této partitury je venkovská píseň dokonale rytmizovaná.“ Výjimku tvořila recenze kulturního týdeníku Le Figaro podle něj byly „hudba tak zdrcující, libreto tak zkrušující, že si diváci při odchodu z Choiseulovy pasáže běží zakoupit suchý chléb, žíněnou košili, nápoj s popelem, a tím se káznit pro oddechnutí“.

## Osoby a první obsazení
| osoba                   | hlasový obor | premiéra (7. května 1860)                  |
| ----------------------- | ------------ | ------------------------------------------ |
| André (Ondřej)          | tenor        | Marchand (vl. jm. Georges Dejon)           |
| Lise (Líza)             | soprán       | (Marie-)Pierrette(-Amélie) Chabert         |
| M. Beaumesnil           | mluvená role | Jacques-Adolphe Tautin (vl. jm. Vaissière) |
| Petit-Pierre (Petříček) | mluvená role | Mlle De(s)vignes                           |

## Děj opery
(Selská světnice) Lise je sirotek, kterého se ujala statkářka Chopinová. Ta nyní zemřela a prý v závěti odkázala všechen svůj majetek Lise, přičemž vydědila svého synovce Andrého. Z Lise je tak náhle bohatá nevěsta a dnes večer má přijít pan Beaumesnil, výběrčí daní, požádat o její ruku. Měla by mu být vděčná, protože pomohl paní Chopinové, když jí před lety hrozila exekuce, ale měla by si ho proto vzít? Má zůstat na vsi, nebo statek prodat a odejít do města? Jako vždy, když si neví rady, chce Lise odpověď konzultovat se svým stříbrným krejcarem, jedinou památkou po zemřelé mamince – na kterou stranu padne? (č. 1 árie Bon petit sou blanc, modeste héritage).
Přijde k ní André. Nabízí se, že jí pomůže s dědickým řízením, ale Lise o jeho pomoc nestojí; ostatně čeká Beaumesnila na námluvy. André se vysmívá – takového ženicha! – a nemá se k odchodu. Ukáže se totiž, že byl u otevření závěti, kterou Lise ukazuje: nebyl vyděděn, nýbrž zdědil všechno napůl s Lise. Takže mu patří půl statku a Lise ho nemůže vyhodit; přinejlepším so mohou rozdělit všechno včetně světnice napůl, což také učiní (č. 2 duet Oui, partageons la chambre en deux… Oui, la fête est bonne).
Když se Lise vzdálí, André pije (č. 3 píseň L'autre, à la foire). Přichází Beaumesnil; je přítomností Andrého nepříjemně překvapen a dává se sním do hádky, z níž vysvitne, že před lety zachránil paní Chopinovou před exekucí právě André, zatímco Beaumesnil jí naopak škodil. Ale výběrčí má nyní nad Andréem navrch, protože ten má vůči fisku dluh. Pokud rychle nezaplatí, může na něj Beaumesnil poslat exekuci. André si v opilosti zoufá, zatímco Lise, která rozhovor vyslechla, přemítá, jak nové informace mění její situaci. Mohla by Andrému pomoci, vzít si ho, ale to znamená zůstat ve vesnici. Hodí si tedy krejcarem (č. 4 árie C'est dit, en ce moment suprême). Jenže krejcar se zakutálí do Andrého poloviny místnosti…
Petříček přináší pro Andrého dopis, ze kterého vyplývá, že prodej jeho úrody vynesl méně, než se čekalo, a než dostane dědictví, bude to ještě trvat. Není tedy dost na zaplacení dlužných daní a André bude muset prodat své pole a jít nádeničit. Lise se snaží pomoci tím, že přináší hotovost zanechanou paní Chopinovou, ale André rozhodně odmítá vzít si více než polovinu, což nestačí. André se zklamaně loučí a Lise napadne poslední prostředek: vezme závěť paní Chopinové a spálí ji, čímž přichází o své dědictví, protože není pokrevní příbuzná, a André dědí sám ze zákona. Teď chce odejít Lise, protože už zde není doma, ale André ji zadržuje a žádá o ruku. Ukáže se, že Lisin krejcar spadl na správnou stranu: zůstat ve vsi a vzít si Andrého (č. 5 duet Ne prenez pas ce soin… Ah' quel bonheur!). Když se vrátí Beaumesnil, aby pokračoval v námluvách, vidí, že vyšel naprázdno a i jeho peněžních výhrůžek už se André a Lise nelekají.